# Adelheid Roosen
Adelheid Theresia Maria (Adelheid) Roosen (Breda, 30 juni 1958) is een Nederlandse theatermaakster, actrice, dramadocente en schrijfster. Roosen geeft artistiek leiding aan Female Economy, samen met Ola Mafaalani.

## Biografie
Roosen komt uit een katholiek gezin. Toen ze twee jaar was verhuisde ze naar Ulft, waar ze opgroeide. Zij volgde daar aanvankelijk onderwijs op een school van zusters. Sinds de jaren tachtig werkt Roosen als theatermaakster en er volgde ook een carrière in film en televisie. In 1987 werd zij docent spel aan de Amsterdamse Toneelschool & Kleinkunstacademie. In 2000 werd zij adviseur van de artistieke raad van deze school.
In 1999 richtte Roosen het gezelschap Female Economy op, waar zij tot op heden de artistieke leiding op zich neemt. In 2021 is zij een duo artistiek leiderschap aangegaan met regisseur Ola Mafaalani.
In 2003 schreef zij De Gesluierde Monologen (geïnspireerd op De Vagina Monologen, waarin zijzelf meespeelde). In dit theaterprogramma praatten islamitische vrouwen over intimiteit en seksualiteit. Zij heeft met deze monologen ook opgetreden in Turkije, in de Tweede Kamer en op vmbo-scholen. Met de voorstelling Is•Man (over eerwraak in Turkse en Koerdische families) verdiepte Roosen zich opnieuw in de islam en de moslimwereld. Nu richtte zij haar aandacht via de vrouw op de man. De stukken De Gesluierde Monologen en Is•Man gingen midden 2007 op tournee in Amerika en stonden onder andere in New York en Boston. Daarna ook in Berlijn, Turkije/Ankara, Egypte, Jordanië, Pakistan, Nigeria, Parijs, tournees door Frankrijk, Zwitserland en Canada. 
Roosen staat bekend om haar directe en soms grove en taboedoorbrekende uitlatingen en haar zeer opvallend aanwezige persoonlijkheid. Zij speelde in zowel Shakespeare-stukken (De koopman van Venetië, Romeo en Julia) als in cabaret.
In 2009 was Roosen een van de drie laureaten die de Amsterdamprijs voor de Kunst, ter grootte van 35.000 euro, ontvingen. Op 21 juni 2015 ontving zij de Dr. J.P. van Praag-prijs van het Humanistisch Verbond. In december van dat jaar kreeg zij de Loden Leeuw als meest irritante Bekende Nederlander in een reclamespot. Op 1 april 2016 werd zij benoemd tot lid van de Akademie van Kunsten.
Roosen kreeg 23 oktober 2017 in New York de drie-jaarlijkse Gilder/Coigney International Theatre Award van de League of Professional Theatre Women voor haar 'adoptiemethodiek' waarbij theatermakers verscheidene weken geadopteerd worden door bewoners om het contact met de ander te verdiepen, levensverhalen te verzamelen en het maken van voorstellingen daarmee op plaatsen waar de sociale kwetsbaarheid groot is in binnen- en buitenland. (2003 Gesluierde monologen/Les monologues voilés; 2006 African diva's!; 2011 to the You I call the Other: Syrië, Damascus, Tepito/Mexico-Stad, Juárez, WijkSafari Utrecht (Zuilen, Ondiep en Overvecht), Groningen, Amsterdam Bijlmer, Slotermeer, De Banne/Floradorp)
In 2018 werd de vierdelige serie 'In de Leeuwenhoek' (Rotterdams verpleegtehuis) haar zoektocht met Hugo Borst naar de menselijke zorg bij dementie uitgezonden door omroep Human. Gevolgd door de vierdelige serie 'Thuis op Zuid' zetten ze hun zoektocht voort in Rotterdam Zuid, die uitgezonden is in 2020 door omroep Human.

### Privé
Adelheid Roosen had een relatie met acteur Titus Muizelaar.

## Onderscheidingen
- 1982 - Pall Mall Exportprijs met Purper
- 1990 - Prosceniumprijs voor medewerkers aan 'Tergend langzaam wakker worden'
- 1997 - Gouden kalf voor de actrices in de film Broos
- 2009 - Amsterdamprijs voor de Kunst
- 2012 - Prosceniumprijs als artistiek leider van Female Economy & Zina
- 2015 - Loden Leeuw voor de meest irritante reclamespot in de categorie Persoonlijkheidsprijs
- 2015 - Dr. J.P. van Praag-prijs
- 2017 - Gilder/Coigney International Theatre Award
- 2023 - Cultuurfonds Prijs[5]

## Werk

### Theater

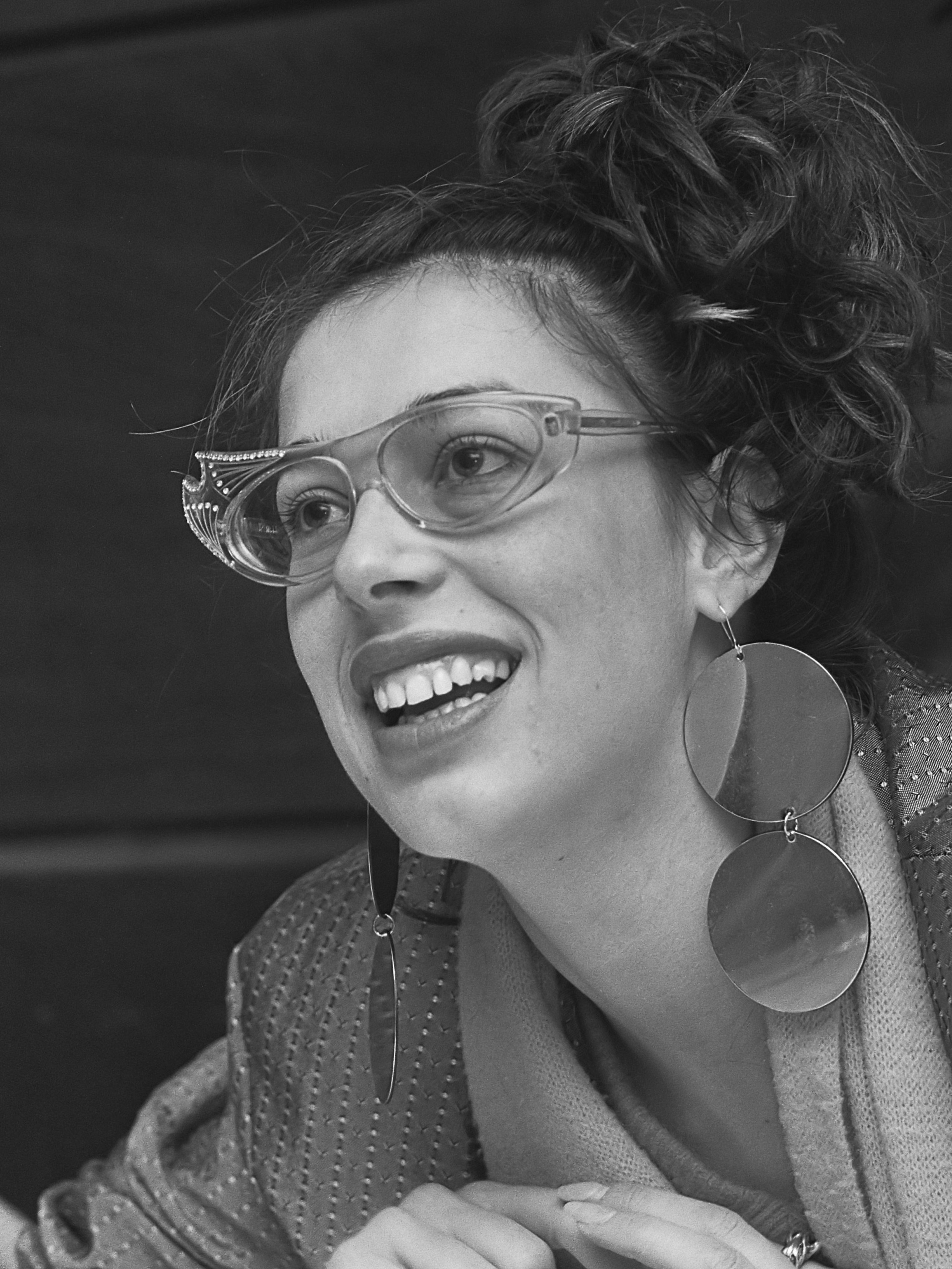
Adelheid Roosen (1985)

Adelheid Roosen heeft in de volgende programma's meegespeeld.
- 1982-1987: Zang en Schertspoëzie (als lid van Purper; won Pall Mall Export Prijs)
- 1988-1989: Van top tot teen trillen (solo, gebaseerd op een boek door Clarice Lispector)
- 1990-1991: Tergend langzaam wakker worden (solo; won proscenium prijs)
- 1991: Aanhoudend Zacht (solo)
- 1993: De Goedkeuring (samen met Moniek Kramer)
- 1993: Purper Gala (13 voorstellingen met onder anderen Haye van der Heyden, Frans Mulder en Karin Bloemen)
- 1994: In de Schaduw van de Zon (samen met George Groot)
- 1995: Niet Gesnoeid (theaterconcert, met Karin Bloemen, Ricky Koole, Carolyn Watkinson, Rocq-E Harrell en Leoni Jansen)
- 1997: Kniel met je goeie been (spel, tekst i.s.m. acteurs)
- 1998-1999: Female Factory (concert met 13 vrouwen uit 11 verschillende landen; regisseur, zanger en medeproducent)
- 2000: Reizen!
- 2001: De Vagina Monologen (met onder anderen Adèle Bloemendaal, Katja Schuurman en Nelly Frijda)
- 2002: De koopman van Venetië (als lid van de Toneelgroep Amsterdam, rol van Portia)
- 2002-2003: Belgische Landschappen
- 2004: Romeo en Julia (als lid van de Toneelgroep Amsterdam, rol van Engel)
- 2013: Hetty & George (samen met George Groot)
- 2019: Rijsen&Rooxman, DeDikkeMuiz&Sjors (tekst en spel)

### Regie
Regiewerk van Adelheid Roosen.
- 1999: Vijf op je ogen (regie)
- 2000-2002: De Suite (modern klassieke musici, regie)
- 2000-2002: Valse Wals, Bankstel, Zucht (drie paradevoorstellingen van Orkater; regie)
- 2001-2002: Honger, Sara Kroos (regie)
- 2001-2002: Vergeef, ze weten niet wat ze doen, De Bloeiende Maagden (regie)
- 2002-2003: Lege Maag, De Bloeiende Maagden (regie)
- 2003-2007: De Gesluierde Monologen (idee, tekst, regie)
- 2003-2005: Lam, Sara Kroos (regie)
- 2006-2007: Zoetgevooisd, Sara Kroos (regie)
- 2006-2007: African Diva's!, Bushi Mhlongo en Yinka Adesina (regie en samenstelling)
- 2008: Is.man (tekst en regie)
- 2010: Zina neemt de wijk (regie i.s.m. Ola Mafalaani)
- 2011: #Moes (artistieke leiding, i.s.m. de Veenfabriek)
- 2012: Wijksafari | Slotermeer (concept en regie)
- 2013: Wijksafari | Utrecht (concept en regie)
- 2014: Wijksafari | En Tepito (concept en regie)
- 2014: De oversteek (regie en concept)
- 2015: Wijksafari | EN Tepito 2.0 (regie en concept)
- 2015: Wijksafari | Bijlmer (regie en concept)
- 2015: Niet meer zonder jou (regie en vormgeving)
- 2016: Wijksafari | Juarez (regie en concept)
- 2017: Wijksafari | Maakt school (regie en concept)
- 2017: Yo nunca Lloro (regie)
- 2017: Gesluierde monologen (tekst en regie)
- 2018: Wijksafari | AZC (eindregie en concept)
- 2018: Thuislozen (regie en bewerking i.s.m. Thibaud Delpeut)
- 2020: God is een moeder (eindregie i.s.m. Marcus Azzini)

### Televisie
Roosen heeft aan de volgende televisieprogramma's meegewerkt:
- 1984-1985: Het Andere Net (samen met Ivo Niehe en Ron Brandsteder)
- 1986-1988: VARA's Nachtshow (spel en teksten met onder anderen Jack Spijkerman, Titus Tiel Groenestege en Bavo Galama; VARA)
- 1987: De Nacht (met Karin Bloemen vervolg op VARA's Nachtshow; VARA)
- 1988: Ravotta Bizzarra (spel en teksten met Jack Spijkerman, Titus Tiel Groenestege en Bavo Galama; VARA)
- 1988: De Familie Braaksma op Vakantie (tekst, regie en spel; VARA)
- 1992-1993: Lolapaloeza (samen met Meral Uslu; VPRO)
- 1993: Ko de Boswachtershow (tekst en spel; AVRO)
- 1994: Kikubua (documentaire met Meral Uslu; RVU)
- 1995: Kerst à la Bloemen (kleine rol als Maria)
- 1995: Verslaggeving vrouwenconferentie te Peking
- 1996: Een Wapen van Bloemen (samen met Karin Bloemen)
- 2012: De Kist (hoofdgast; EO)
- 2015: Jouw Vrouw, Mijn Vrouw VIPS (als deelneemster)
- 2018: In De Leeuwenhoek (Human) samen met Hugo Borst
- 2020: Thuis op Zuid (Human) samen met Hugo Borst
- 2021: First Dates
- 2022: Volle Zalen

### Films
Roosen heeft aan de volgende films meegewerkt:
- 1985: Nederland, een vijver vol kringen
- 1985: Als de noodklok luidt[6]
- 1986: Mama is boos!
- 1992: Het Zakmes
- 1994: Kikubwa (documentaire)
- 1997: Broos (gebaseerd op het theaterstuk Broos; leverde haar een Gouden Kalf op)
- 2004: Lulu
- 2008: Jan Mesdag zingt Brel
- 2009: Shylock
- 2009: Mam
- 2009: Dolle Zina (documentaire)
- 2010: Niemandsland (documentaire van Marjoleine Boonstra)
- 2014: Brozer
- 2021: Doula’s van de Stad (Idee, Initiatief en regie. i.s.m. Maasja Ooms)